# فرح الديباني
فرح الديباني (مواليد 12 فبراير 1989) هي مغنية أوبرالية مصرية ميزو سوبرانو، تعد أول مغنية مصرية تنضم إلى أكاديمية أوبرا باريس عام 2016.
حصلت فرح على العديد من التكريمات والجوائز حيث كرمت كُرمت من قبل الرئيس المصري في منتدى شباب العالم (2021)، كما منحتها السفارة الفرنسية في القاهرة وسام الفنون والآداب الفرنسي برتبة فارس، الجائزة الثالثة في مسابقة جوليو بيروتي الدولية للغناء عام 2013 ولقب أفضل موهبة أوبرالية شابة في مجلة أوبرنفلت وجائزة مهرجان كامروبر شلوس رانسبرج عام 2017 وجائزة «مؤسسة فاجنر» 2018.

## حياتها وتعليمها
ولدت عام 1989 في الإسكندرية لعائلة تعشق للموسيقى الكلاسيكية والفن الأوبرالي، حيث تعلمت عزف البيانو والباليه داخل معهد الكونسرفتوار، ثم انضمت لمدرسة سان شارل الألمانية وهناك اكتشف مدرس الموسيقى صوتها الذي يصلح للأوبرا.
في 2005 التحقت بمركز الفنون التابع لمكتبة الإسكندرية، وفي 2010 ارتادت أكاديمية هانز إيسلر للموسيقى في برلين. حصلت فرح الديباني على ماجستر في الفنون من جامعة برلين للفنون، كما أنها حاصلة على بكالريوس الهندسة من جامعة برلين للتكنولوجيا.

## مسيرتها الفنية
قامت بغناء دور كورنيليا في أوبرا «جوليو سيزار» لهاندل في دار الأوبرا المصرية. في عام 2014، ظهرت في دور راميرو في أوبرا موتسارت "La finta giardiniera" وديدو في أوبرا "Purcell's Dido and "Aeneas في مركز «راديال سيستم الخامس» في برلين عام 2015، أدت دور البطولة كارمن في «أوبرا نيوكويلنر»، وقامت بنفس الدور في أوبرا راينسبرج.
تشمل مجموع أعمالها أجزاء ألتو المنفردة في «ستابات ماتر» لبيرجوليزي، قداس موتسارت، و«بيتيت ميسي سولينيل» لروسيني وسيمفونية بيتهوفن التاسعة، السيدة الثانية والثالثة في أوبرا «الناي السحري» لموتسارت وقامت بدور أماستر في أوبرا زركسيس لهاندل، ودور مارثا في إيالونتا لتشايكوفسكي، ودور أورفيو في أوبرا أورفيوس ويوريديس لكرستوفر فيلي‌بالد جلوك، وأورلوفسمي في «الوطواط».
قامت بأداء مقاطع ألتو منفردة في «شغف بائعة الكبريت الصغيرة» لدافيد لانج في قصر جارنييه لعمل راقص لسيمون فالاسترو. تقدم أيضًا العروض في أكاديمية أوبرا باريس.
في سبتمبر 2016 انضمت لأكاديمية أوبرا باريس وهي أول مصرية عربية تنضم للأكاديمية.

## مشاركاتها
في عام 2021، دُعيت للاحتفال بالذكرى 75 لتأسيس اليونسكو حيث غنت «وحيات قلبي وأفراحو» لعبد الحليم حافظ.
في 24 أبريل 2022 شاركت في حفل فوز إيمانويل ماكرون بفوزه بالانتخابات الرئاسية حيث أدت فرح الديباني النشيد الوطني الفرنسي بطريقة أبهرت الحضور وجذبت اهتمام الإعلام.
كما تم أختيارها من قبل الرئاسة الفرنسية لأداء النشيد الوطني الفرنسي قبل إنطلاق مباراة نهائي كأس العالم 2022 والذي كان بين منتخبي فرنسا والأرجنتين.

## تكريمات
كُرمت من قبل الرئيس المصري عبد الفتاح السيسي في منتدى شباب العالم (2021)، كما منحتها السفارة الفرنسية في القاهرة وسام الفنون والآداب للشخصيات المتميزة من خلال إبداعاتهم في المجال الفني أو الأدبي أو من خلال إسهاماتهم لصالح ازدهار الفنون والآداب في فرنسا والعالم، كما حصلت عدة جوائز أخرى مثل:
- الجائزة الثالثة في مسابقة جوليو بيروتي الدولية للغناء (2013)
- لقب أفضل موهبة أوبرالية شابة في مجلة أوبرنفلت.
- جائزة مهرجان كامروبر شلوس رانسبرج (2017) وجائزة «مؤسسة فاجنر» (2018).[9][20][21]